# マリア・テレジア・フォン・パラディス
マリア・テレジア・フォン・パラディス（ドイツ語: Maria Theresia von Paradies or Paradis, 1759年5月15日 ウィーン - 1824年2月1日）は、オーストリアの女性音楽家（ピアニスト、歌手 ）、作曲家。若い時に失明した。モーツァルトの『ピアノ協奏曲第18番 変ロ長調』はパラディスのために書かれたと言われている。

## 初期の人生
パラディスの父ヨーゼフ・パラディスは帝国商務省長官で皇后マリア・テレジアの宮廷顧問官だった。よく皇后が彼女の名付け親だと言われるが、事実はそうではない。パラディスが視力を失ったのは、2歳から5歳の間だった。
1766年の後半から1777年の中頃まで、パラディスは高名なフランツ・アントン・メスメルの治療を受けた。メスメルはパラディスの症状を一時的に回復させることができたが、パラディスはメスメルの治療を取りやめた。その理由は、一方ではメスメルが催眠療法に用いていた謎の楽器「グラス・ハーモニカ」が人を狂わせたり死に至らしめるという世間の混乱によって禁止令が発令されたのにかかわらず、メスメルは禁止令に反して不当にグラス・ハーモニカを療法に使い続けたというスキャンダルと、もう一方ではパラディスの障害者年金の含み損とも言われるが、いずれにせよ、メスメルと別れたことで、パラディスの視力は一生失われたままだった。パラディスの治療を完遂できなかったことと、グラス・ハーモニカの禁止令に背いたことから、世界の催眠療法の先駆者であるメスメルはウィーン追放を命じられ、彼の人生にとっては大きな転機を強要させられる事件となった。
パラディスは以下の人々から音楽教育を受けた。
- Carl Friberth（音楽理論と作曲）
- レオポルト・アントニーン・コジェルフ（ピアノ）
- ヴィンチェンツォ・リギーニ（Vincenzo Righini）（歌）
- アントニオ・サリエリ（歌と作曲）
- ゲオルク・ヨーゼフ・フォーグラー（Georg Joseph Vogler）（音楽理論と作曲）

## 委嘱
1775年まで、パラディスは歌手としてピアニストとして、ウィーンのさまざまなサロンやコンサートで演奏し、そのための曲を作曲家たちに委嘱した。代表的な作曲者と曲は以下の通りである。
- サリエリ『オルガン協奏曲』（1773年、第2楽章が紛失）
- モーツァルト『ピアノ協奏曲』（1784年、第18番 K.456?）
- ハイドン『ピアノ協奏曲（チェンバロ協奏曲）ト長調（Hob.III-4）』おそらく初演は1784年、パリと思われるが、作曲は1770年代で、オリジナル譜は紛失している。

モーツァルトの曲に関して、Ruth Halliwellはその著書『The Mozart Family: Four Lives in a Social Context』の中でこう書いている。
いずれにしても、パラディスが多数のソロ、宗教曲のレパートリー同様に、60曲以上の協奏曲を暗記していたことが広く伝えられていて、優れた記憶力ときわめて正確な聴力を持っていたことは確かである。

## ヨーロッパ・ツアー
パラディスの活動はウィーンだけにとどまらなかった。1783年、パラディスはパリとロンドンに長期ツアーに出た。母親と台本作家のヨハン・リーディンガー（Johann Riedinger）が同行した。リーディンガーはパラディスのための表記法システムを発明した人物である。その年、一行はザルツブルクのモーツァルト家を訪問した（父子からパリについてのアドバイスを受けにだろうか？）。8月のことだったが、ナンネルの日記では9月に会ったように書かれている。パラディスはフランクフルトなどのドイツ各地で演奏した後、スイスにも行き、パリに到着したのは1784年3月のことだった。4月、ル・コンセール・スピリチュエルで最初のコンサートが行われた（モーツァルトが曲を書いたのはこの直前だったという説もある）。「Journal de Paris」の批評はこうである。「……誰もが彼女の演奏のタッチ、正確さ、流暢さ、生命感を解釈するために演奏を聴いたに違いない」。パリでの14回の公演はどれも、好評と賞賛を博した。さらにパラディスはValentin Hauy（「盲人たちの父にして使徒」）の最初の盲学校設立を援助し、それは1785年にオープンした。
1784年後半にはロンドンに渡り、続く2、3ヶ月、宮廷やカールトン・ホール（プリンス・オブ・ウェールズの家）、ハノーヴァー・スクエアのプロフェッショナル・コンサート、その他で公演した。ジョージ3世のためにヘンデルのフーガを演奏し、後では、プリンス・オブ・ウェールズ（のちのジョージ4世）がチェリストとして伴奏した。しかし、パリほどの好評は得られず、コンサートの人気もなくなった。西ヨーロッパ・ツアーはなおも続けられ、ハンブルクではカール・フィリップ・エマヌエル・バッハと面会した。さらにベルリン、プラハを経て、1786年、ウィーンでツアーは幕となった。さらにイタリア各国やロシアへのツアーが行われたが、結果は得られなかった。1797年、パラディスはオペラ『Rinaldo und Alcina（リナルドとアルチーナ）』の制作のためにプラハに戻った。

## 作曲活動と後半生
ヨーロッパ・ツアー中、パラディスはピアノ・ソロのための曲と声楽と鍵盤楽器のための曲の作曲を始めた。パラディスの初期の作品として挙げられる、1777年頃から作られた4つのピアノ・ソナタは、実はピエトロ・ドメニコ・パラディーシ（Pietro Domenico Paradisi）の曲で、パラディスの作品の殆どが間違って彼のものとされている。現存するパラディスの最も初期の主要な作品は『Zwolf Lieder auf ihrer Reise in Musik gesetzt』という歌曲集で、1784年から1786年にかけて作曲された。パラディスの最も有名な曲といえば『ピアノ四重奏のためのシチリアーノ 変ホ長調（Sicilienne）』だが、この曲については、曲の発見者であるサミュエル・ドゥシュキンの偽作だという説があり、原曲はウェーバーのソナタ（Op.10 No.1:J.99）とも言われている。
1789年には、パラディスは演奏よりも作曲により時間を費やすようになっていて、それは1789年から1797年にかけて、5つのオペラと3つのカンタータを作曲した事実からも明らかである。しかし、1797年のオペラ『Rinaldo und Alcina』の失敗以降、パラディスはそのエネルギーを教育に移行させた。1808年、パラディスはウィーンに自身の音楽学校を設立し、少女たちに歌、ピアノ、音楽理論を教えた。学校での日曜コンサートでは、学校の傑出した生徒たちの作品が目玉となった。パラディスの授業は亡くなる1824年まで続けられた。
作曲に当たって、パラディスは、パートナーで台本作家のリーディンガーが作った表記法システムを使った。それは、ヴォルフガング・フォン・ケンペレンの発明した手刷印刷機に類似したものだった。パラディスの歌曲はほとんどがオペラ形式で、コロラトゥーラとトリルが誇示されていた。劇形式の場面にはサリエリの影響も見受けられた。舞台作品の多くはウィーン風のジングシュピール形式を手本とし、一方、ピアノ作品は恩師であるコジェルフの強い影響が見られる。

## 作品リスト

### 舞台作品
- メロドラマ『Ariadne und Bacchus（アリアドネとバッカス）』（1791年6月20日、消失）
- Der Schulkandidat（教師候補者）（1792年12月5日、2幕/3幕、消失）
- 魔法オペラ『Rinaldo und Alcina（リナルドとアルチーナ）』（1797年6月30日、消失）
- オペラ『Große militärische（大軍隊）』（1805年、消失）
- オペラ『Zwei ländliche（2つの田舎）』（消失）

### カンタータ
- Trauerkantate auf den Tod Leopolds II（亡きレオポルト2世のための哀悼カンタータ）（1792年、消失）
- Deutsches Monument Ludwigs des Unglücklichen（1793年）
- Kantate auf die Wiedergenesung meines Vaters（消失）

### 器楽曲
- ピアノフォルテ協奏曲 ト長調（消失）
- ピアノフォルテ協奏曲 ハ長調（消失）
- 12のピアノ・ソナタ（1792年、消失）
- ピアノフォルテ三重奏曲（1800年、消失）
- 幻想曲 ト長調（ピアノ曲。1807年）
- 幻想曲 ハ長調（ピアノ曲。1811年）
- 鍵盤楽器変奏曲（消失）
- An meine entfernten Lieben（ピアノ曲、消失）
- シチリアーノ（偽作?）
- さまざまな歌曲とリート（少なくとも18曲あり、そのうち2曲は消失）

## 関連文献
- Rudolph Angermüller: Antonio Salieri. Dokumente seines Lebens. 3 Bde. Bock, Bad Honnef, 2002.
- Marion Fürst: Maria Theresia Paradis – Mozarts berühmte Zeitgenossin. Böhlau, Köln, 2005.
- Stanley Sadie (Hrsg.): The New Grove Dictionary of Music and Musicians. (2. Auflage) Grove Dictionaries, New York, 2000.
- Ruth Halliwell: The Mozart Family: Four Lives in a Social Context. Claredon Press, Oxford, 1998.
- Alexander Mell: Encyklopädisches Handbuch des Blindenwesens Verlag von A. Pichlers Witwe und Sohn, Wien, Leipzig, 1900, S. 576-578.
- BBI (Hrsg.): 200 Jahre Blindenbildung im deutschen Sprachraum. Wien 2004, S. 56.